# Fernando Azevedo (calciatore)
Fernando Azevedo (19 maggio 1941) è un ex calciatore brasiliano, di ruolo attaccante.

## Carriera
Proveniente dal club brasiliano del Guatemala, Azevedo militò nel club scozzese del St. Mirren durante la stagione 1965-66, società con cui ottenne la permanenza in massima divisione grazie al sedicesimo posto in campionato scendendo in campo in una sola occasione.
Nel 1967 si trasferì, al seguito del suo allenatore al St. Mirren Doug Millward, negli Stati Uniti, per giocare con i Baltimore Bays, club con cui raggiunse la finale, poi persa con gli Oakland Clippers, dell'unica edizione della NPSL I. Nella sua unica annata con i Baltimore Bays fu il cannoniere stagionale con 8 reti, a pari merito con l'haitiano Guy Saint-Vil.